# Oaxaca de Juárez
Oaxaca de Juárez là một đô thị thuộc bang Oaxaca, México. Năm 2010, dân số của đô thị này là 265.033 người.